# Muattar Nabiyeva
Muattar Abdullajon qizi Nabiyeva (ur. 2 czerwca 1996 tumanie Baliqchi w wilajecie andiżańskim) – uzbecka sztangistka, olimpijka z Tokio 2020, brązowa medalistka mistrzostw Azji.
Muattar Nabiyeva jest aktualną rekordzistką olimpijską w rwaniu w kategorii do 55 kg.

## Udział w zawodach międzynarodowych
| Impreza              | Rok  | Miejsce   | Kategoria | Wynik  | Wynik   |
| Impreza              | Rok  | Miejsce   | Kategoria | Dwubój | Miejsce |
| -------------------- | ---- | --------- | --------- | ------ | ------- |
| Igrzyska olimpijskie | 2020 | Tokio     | do 55 kg  | 212    | 4.      |
| Mistrzostwa świata   | 2015 | Houston   | do 58 kg  | 197    | 18.     |
| Mistrzostwa świata   | 2017 | Anaheim   | do 58 kg  | DNF    | DNF     |
| Mistrzostwa świata   | 2018 | Aszchabad | do 55 kg  | 212    | 4.      |
| Mistrzostwa świata   | 2019 | Pattaya   | do 55 kg  | 209    | 6.      |
| Mistrzostwa Azji     | 2019 | Ningbo    | do 55 kg  | 204    | brąz    |
| Mistrzostwa Azji     | 2020 | Taszkent  | do 55 kg  | 213    | brąz    |